# Радуница (фильм)
«Радуница» — советский фильм 1984 года. Дебютный фильм Юрия Марухина в качестве режиссёра. По одноимённой повести Анатолия Кудравца «Радуница».

## Сюжет
Живущий в городе Иван Коваль приезжает в родную деревню, чтобы повидаться с матерью. Его приезд совпадает с поминальным днём, когда односельчане собираются на кладбище…

## В ролях
- Валерий Бондаренко — Иван Коваль
- Наталья Егорова — Вера Русак
- Аристарх Ливанов — Левон Иванович Коваль
- Александра Климова — Лёкса, мать Ивана
- Виктор Гоголев — Вавила, отец Веры
- Татьяна Конюхова — Ольга
- Виктор Ильичёв — Лёня
- Татьяна Мархель — Маня
- Стефания Станюта — Христина
- Владимир Кулешов — Смирнов
- Андрей Душечкин — Андрей
- Николай Волков — Микола
- Анатолий Чарноцкий — Василь
- Татьяна Чекатовская — Ольга, соседка Лёксы
- Лидия Мордачёва — эпизод

## Литературная основа
Фильм снят по повести Анатолия Кудравца «Радуница» (1970), писатель сам принял участие в написании сценария фильма.
Повесть «Радуница» — наиболее известное и значительное произведение писателя, даже в посвящённых автору стихах Бронислава Спринчана он указан как «сотворивший „Радуницу“», повесть многократно издана, в отрывках публиковалась в газетах, переведена на иностранные языки, в том числе немецкий и болгарский. Журнал «Вопросы литературы» назвал повесть этапным достижением «миграционного» направления деревенской прозы — в повести «впервые появился герой, способный осознать и свою ностальгию, и свою душевную связь с деревней, где он родился, где живут его близкие, и вообще связи настоящего и прошлого».

Герою повести свойственно состояние, когда в человеке вдруг «заныли корни», потянуло его в родную деревню, к истокам. Инженер-электрик живёт в городе, доволен и трудом, и жизнью, однако бывает и впредь намерен бывать в родной деревне, в кругу близких людей, находя в этом органическую потребность. Ему, как и самому автору, кажется, что можно и нужно как-то совместить, согласовать, сочетать все хорошее, что дает жизнь в современном городе, с дорогими сердцу проявлениями простого и мудрого быта народа.— литературный критик Наум Перкин о герое повести «Радуница», 1975 год

## Критика
Фильм — дебют известного оператора Юрия Марухина в качестве режиссёра:

И совсем неожиданно для экрана содержание нового фильма «Радуница». Известный по многим фильмам оператор Ю. Марухин не случайно дебютировал в игровом кино как режиссёр повестью о жизни одной деревни. Сам он во время премьеры в Доме кино сказал, что ставил фильм о памяти. Мотив этот пронзает фильм. Но есть в нём и иные привлекательные качества: любовь к людям живущим среди полей и лесов, постижение какой-то растворённости человека в природе, дающей ему новые жизненные силы.— журнал «Неман», 1985 год

Разноцветьем потонувшей в зелени садов и трав светится деревня, где живут герои «Радуницы». Фильм интересен как бы коллективным портретом деревни, вниманием авторов к большим и малым заботам людей людей, их памяти о не вернувшихся с войны. Кинематографисты нас повели на поля, подворье, лесопилку, место поминовения, в избы, чтобы рассказать, какими увидел своих земляков и близких после долгого отсутствия Иван. Закономерно предположить, что персонажу этому надлежит быть если не главным героем, то хотя бы интересным для нас. К сожалению, не стал Иван им. Актёр В. Бондаренко скован, как-то безразличен к своему герою, режиссёр тоже не очень жалует его, переключая внимание на отца, погибшего на лесопилке, когда Иван был маленьким. Артист А. Ливанов использовал отведенную ему роль, чтобы показать бывшего солдата человеком, душа которого не очерствела, а характер — словно соткан из туманов и рос, запахов сена и зерна. В картине многое — из жизни, поданной в эпизодах и фрагментах.— журнал «Неман», 1987 год

## Интересный факт
Исполнительница одной из основных ролей Наталья Егорова в интервью журналу «Советский экран» заметила, что ей было интересно играть: в «Радунице» она играла молоденькую девушку, а одновременно, мотаясь на самолёте со студии на студию, она снималась в Свердловске в фильме «Девочка из города», где играла мать троих детей, умудренную жизнью женщину.

## Призы
- Приз «Память» на XVIII Всесоюзном кинофестивале в Минске[9].